# Loi concernant la Loi constitutionnelle de 1982
Ne doit pas être confondu avec Loi constitutionnelle de 1982.
Lire en ligne

texte officiel

La Loi concernant la Loi constitutionnelle de 1982 est une loi québécoise adoptée par le Parlement du Québec en 1982 afin de réagir à l'adoption par le Parlement du Royaume-Uni de la Loi constitutionnelle de 1982. Elle utilise la disposition dérogatoire pour éviter l'application d'une partie importante de la Charte canadienne des droits et libertés au territoire du Québec.

## Historique
À la suite des négociations de la soirée du 4 novembre 1981, que les indépendantistes québécois appellent la nuit des longs couteaux, le gouvernement fédéral et toutes les provinces, à l'exception du Québec, ont consenti lors de l'Accord constitutionnel du 5 novembre 1981 à l'adoption de la Loi constitutionnelle de 1982 qui comprend notamment la Charte canadienne des droits et libertés. Le Parlement du Royaume-Uni a donc rapatrié la Constitution canadienne, malgré l'opposition du Québec.
Le Québec, n'ayant pas donné son accord à cette modification de la Constitution du Canada, proteste en adoptant la Loi concernant la Loi constitutionnelle de 1982.

## Contenu
La Loi vise deux effets.

### Premier effet
Premièrement, elle utilise l'article 33 de la Charte canadienne des droits et libertés (disposition de dérogation) qui permet à un parlement de déroger à la Charte canadienne des droits et libertés. Le gouvernement Lévesque alors au pouvoir décide donc d'utiliser cette disposition et de statuer que toutes les lois québécoises vont s'appliquer nonobstant la Charte canadienne. En vertu de l'article 33, une telle dérogation n'est valide que pour une durée de cinq ans.
Toutefois, le 5 mars 1986, le Conseil des ministres du gouvernement Bourassa a reconnu la primauté de la Charte canadienne des droits et libertés et n'a pas souhaité renouveler la dérogation en 1987, si bien que la loi n'a aujourd'hui plus aucun effet dérogatoire.

### Second effet
Deuxièmement, la Loi empêche le gouvernement du Québec de donner son accord à l'application de l'alinéa (1)a) de l'article 23 de la Charte canadienne des droits et libertés. En vertu de cet alinéa 23(1)a) de la charte, toute personne ayant comme langue maternelle l'anglais ou le français peut recevoir son éducation et celle de ses enfants dans cette langue. La Constitution prévoit que cet alinéa ne s'applique au Québec qu'à partir du moment où le gouvernement du Québec donne son accord. Le gouvernement du Québec n'a jamais donné son accord et la Loi concernant la Loi constitutionnelle de 1982 lui interdit donc de le faire sans obtenir préalablement l'assentiment de l'Assemblée nationale.
Cependant, le reste de l'article 23 [23 (1) b), 23 (2)  et 23 (3)] est pleinement en vigueur au Québec et il n'est pas possible d'y déroger par la disposition dérogatoire. À titre d'exemple, l'article 23 de la Charte canadienne des droits et libertés a notamment été utilisé pour invalider l'application de la Loi sur la laïcité de l'État aux commissions scolaires anglophones dans un jugement de première instance.